# Michael Sittow
Michael Sittow, conosciuto anche come Master Michiel, Michel Sittow,  Michiel, Miguel e molte altre varianti, (Reval, 1468 o 1469 – Reval, 1525) è stato un pittore estone. Appartenente alla scuola dei primitivi fiamminghi, è stato per gran parte della sua vita un pittore di corte lavorando per Isabella di Castiglia, gli Asburgo ed altri tra la Spagna e le Diciassette Province, all'incirca l'attuale Benelux. È stato uno dei pittori più importanti della scuola fiamminga dell'epoca.

## Vita

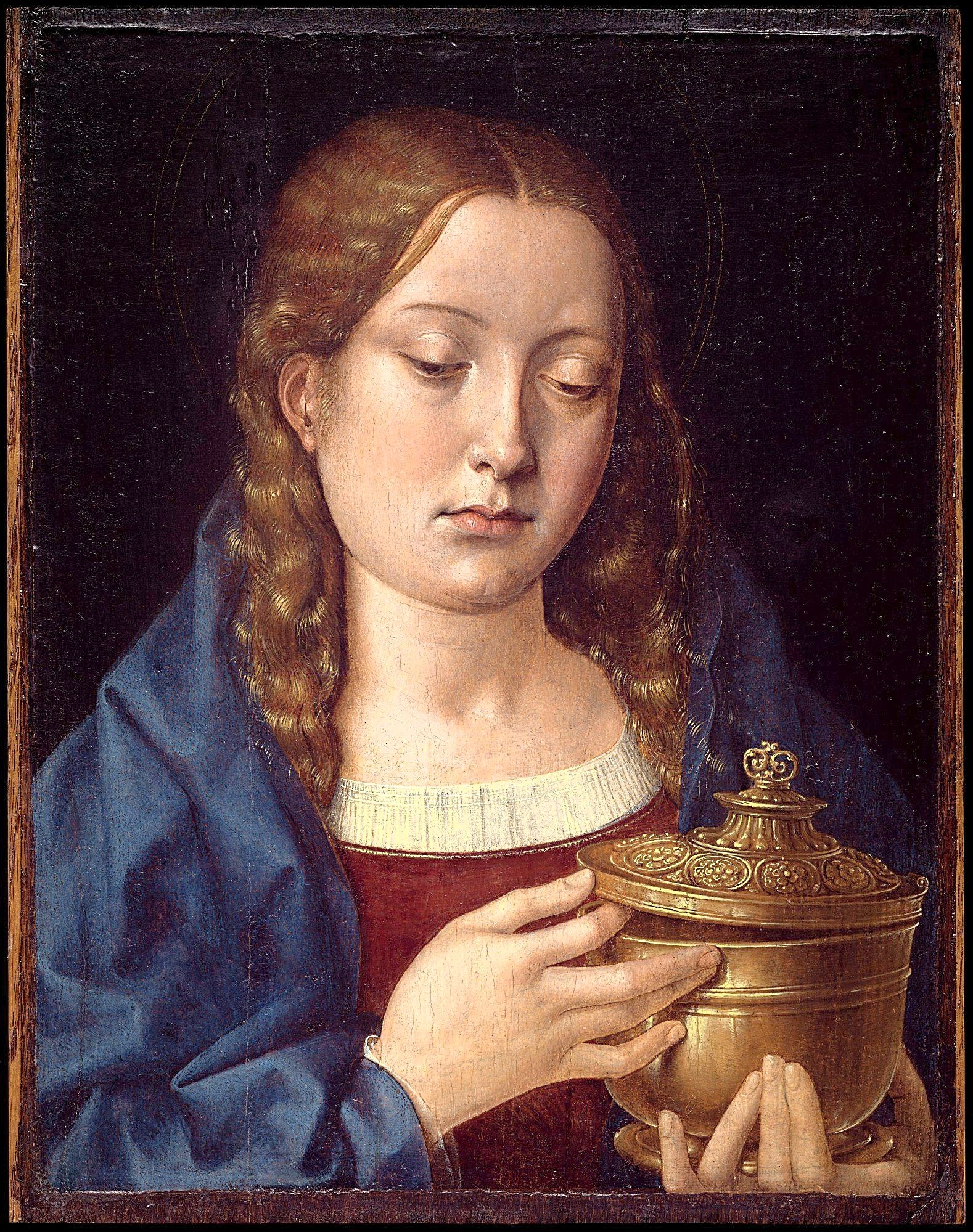
Maria Maddalena, forse un ritratto di Caterina d'Aragona

Sittow Nacque a Reval, l'odierna Tallinn, capitale estone, nel 1468 o 1469, in una ricca famiglia. Il padre era il pittore e intagliatore Clawes (anche Claves, Claes) van der Sittow (anche Suttow), mentre sua madre si chiamava Margarethe Molner. Ebbe anche due fratelli minori, Clawes e Jasper.
Le origini di Clawes van der Sittow (? – 1482) non sono chiare. Potrebbe essere originario del villaggio di Zittow, vicino Wismar, oppure potrebbe essere fiammingo. Arrivò a Reval nel 1454 e prese la cittadinanza nel 1457. Clawes era molto ricco per essere un artista, e possedeva diversi immobili in città. Divenne assessore nella gilda degli artisti nel 1479. Van der Sittow sposò Margarethe Molner (? – 1501), una svedese di Finlandia figlia del ricco mercante Olef Mölner (anche Olef Andersson Mölnare).
Inizialmente Sittow studiò pittura e scultura nella bottega del padre mentre frequentava la scuola della città per imparare latino, matematica e canto. Dopo la morte del padre, nel 1482, Michael proseguì gli studi a Bruges dal 1484 al 1488, forse lavorando come apprendista sotto il celebre pittore Hans Memling.

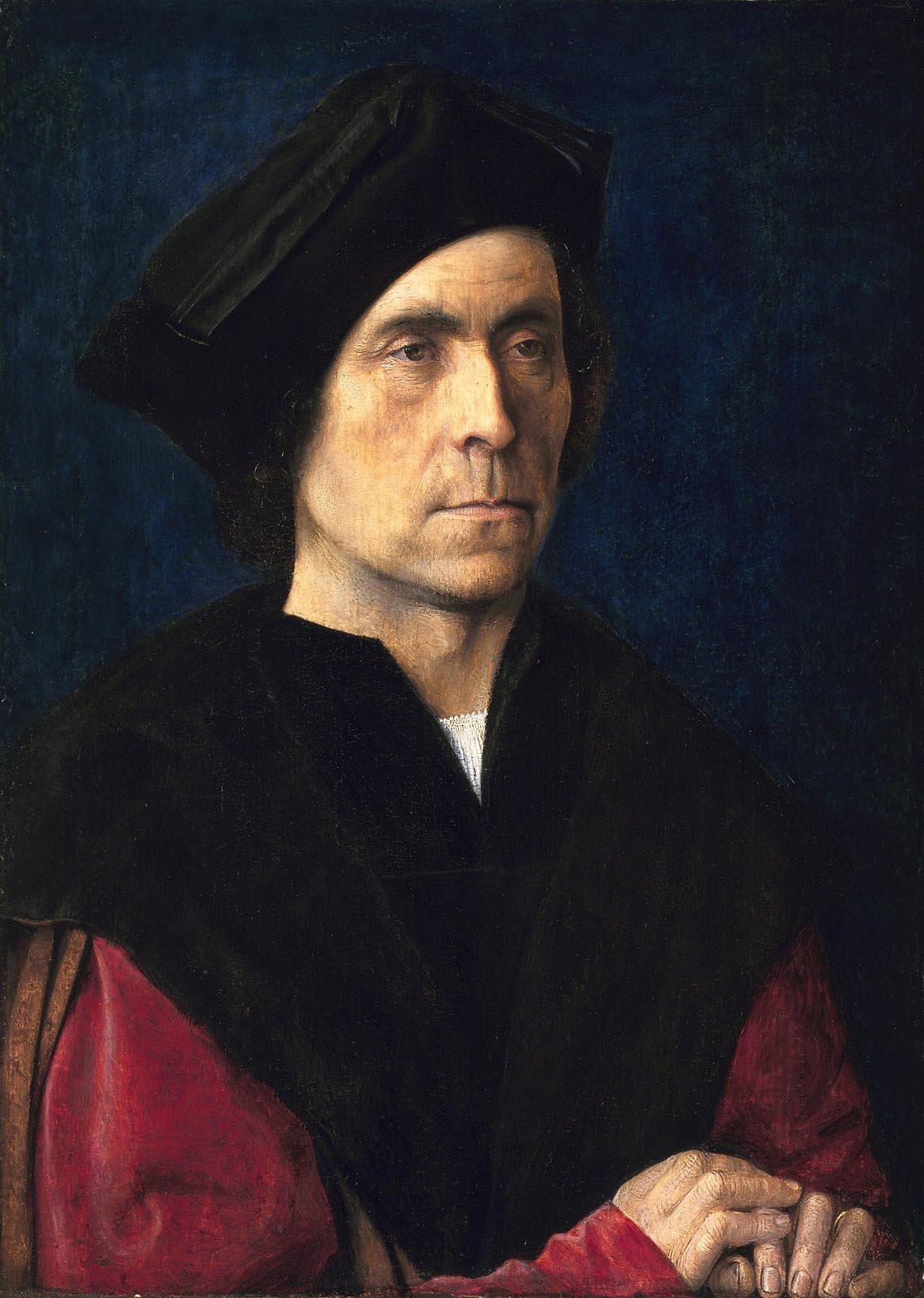
Michael Sittow, Ritratto d'uomo (c. 1510)

Sittow divenne un artista indipendente tra il 1488 e il 1492, anche se non fece mai parte della gilda di Bruges. Lavorando come ritrattista viaggiò nell'Europa del sud dove assorbì alcuni tratti dello stile italiano e francese che divennero poi evidenti nelle sue opere.
Dal 1492 Sittow si trasferì a Toledo, in Spagna, e lavorò come pittore di corte per Isabella di Castiglia, la quale aveva radunato alla sua corte artisti e studiosi provenienti da vari paesi. Sittow divenne noto a corte come Melchior Alemán (Melchior il Tedesco), anche se nelle lettere di Massimiliano I d'Asburgo (imperatore del Sacro Romano Impero) e di sua figlia Margherita si cita un “Mychel Flamenco” (Mychel il fiammingo) che potrebbe essere proprio Sittow.
Sittow fu il pittore più pagato della corte, ricevendo un salario di 50.000 maravedí all'anno (il secondo pittore più pagato, Juan de Flandes ne prendeva 20.000). Sittow collaborò con de Flandes in una serie di piccoli pannelli con la vite di Gesù e della Vergine per la regina.
Ufficialmente Sittow lavorò per Isabella fino alla morte di lei nel 1504, anche se lasciò la Spagna due anni prima probabilmente per lavorare nelle Fiandre per il genero della regina, Filippo I di Castiglia detto il Bello, dipingendo anche un ritratto di Filiberto II di Savoia, consorte di Margherita d'Asburgo
Tra il 1503 e il 1505 Sittow visitò probabilmente Londra, anche se non c'è documentazione a confermarlo. Era considerato l'autore del Ritratto di Enrico VII poi usato come modello da Hans Holbein il Giovane ed altri artisti nei loro ritratti del monarca, ma oggi gli esperti mettono in dubbio l'attribuzione.

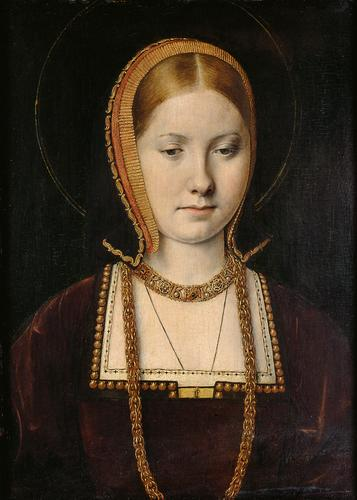
Ritratto di una nobildonna, forse Maria Tudor (c. 1514) o Caterina d'Aragona (c. 1500-05)

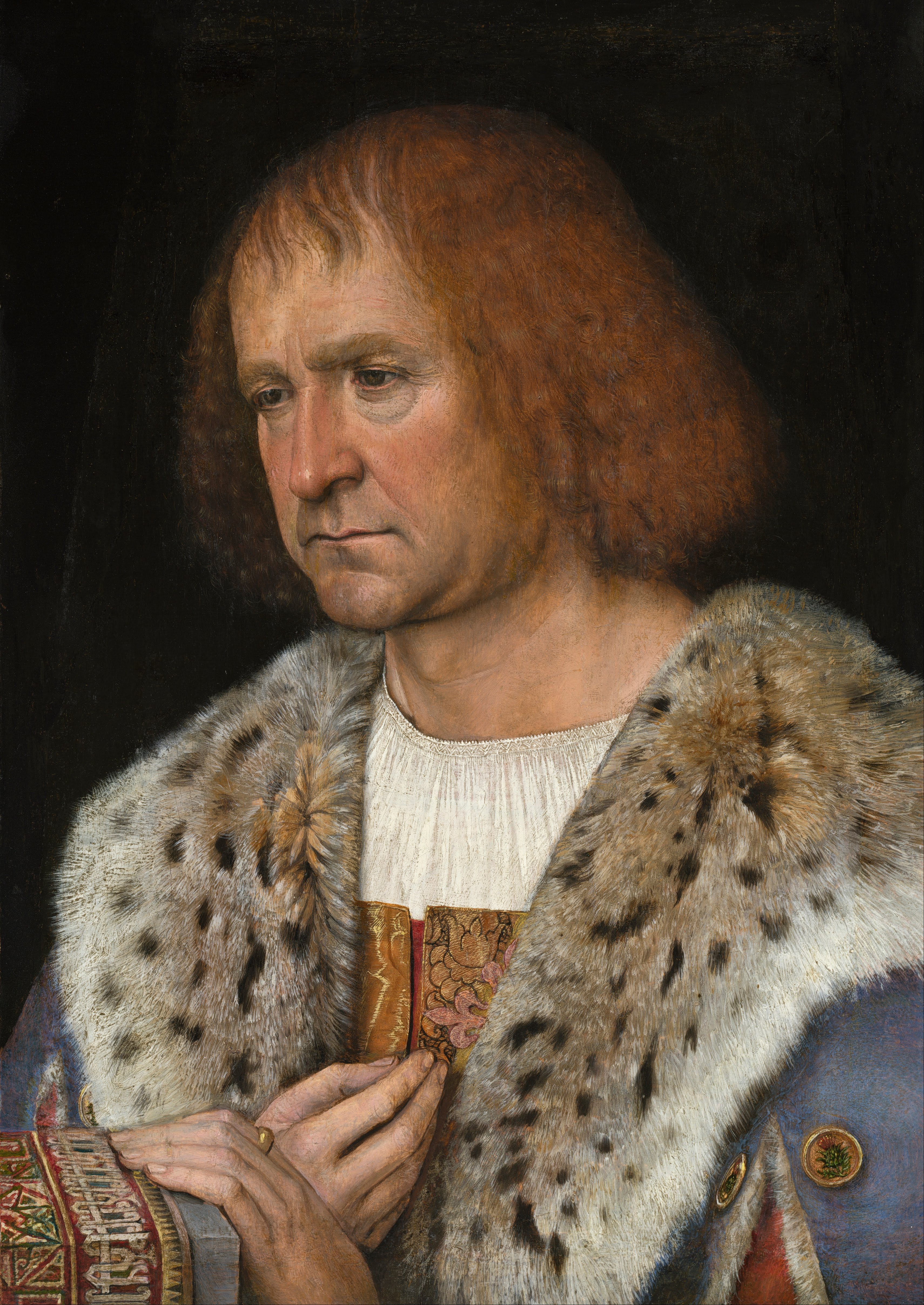
Michael Sittow, Ritratto di Diego de Guevara

Quando Filippo morì nel 1506, Sittow perse nuovamente il suo protettore. Lo stesso anno fece ritorno a Reval dove il suo patrigno, il vetraio Diederick van Katwijk, si era impadronito della casa dei genitori di Michael alla morte della madre di quest'ultimo, nel 1501. Lo stesso anno van Katwijk viaggiò fino al Ducato di Brabante nei Paesi Bassi per proporgli un accordo che Sittow rifiutò. Dato che la corte locale non approvò la rivendicazione della proprietà da parte di Sittow, quest'ultimo fece ricorso all'Alta Corte di Lubecca, dove vinse la causa, anche se non ebbe il permesso di registrare la casa come propria fino alla morte del patrigno, avvenuta nel 1518.
Nel 1507 Sittow entrò nella locale gilda dei pittori, la Gilda di Kanut, e si sposò l'anno successivo. Nonostante fosse considerato un grande artista in Europa, Sittow venne accettato solo come pittore semplice e fu obbligato a dipingere un capolavoro prima di essere riconosciuto come un artista di primo rango nella gilda. Sittow lavorò ad alcune commissioni locali e per la Chiesa di San Pietro di Siuntio, in Finlandia.
Nel 1514 venne chiamato a Copenaghen per dipingere il ritratto di Cristiano II di Danimarca. Il ritratto doveva essere un dono per il fidanzamento del principe con Isabella d'Asburgo, nipote di Isabella di Castiglia. Il ritratto, conservato agli Statens Museum for Kunst in Danimarca, è probabilmente una copia dell'originale andato perso, oppure una seconda copia autografa. Dalla Danimarca viaggiò nei Paesi Bassi dove fu al servizio di Margherita d'Asburgo, allora vice-reggente. Ritornò poi in Spagna per lavorare prima alla corte di Ferdinando II d'Aragona e poi per Carlo I, il futuro imperatore del Sacro Romano Impero Carlo V,  forse anche nel tentativo di farsi pagare un salario arretrato da parte di Isabella di Castiglia.. Quando Carlo V abdicò, portò con sé nel Monastero di Yuste una scultura in legno della Vergine e tre dipinti di Sittow.
Nel 1516 (o forse 1517-18) Sittow ritornò a Reval, dove passò gli ultimi anni di vita. Nel 1518 sposò Dorothie, la figlia di un mercante di nome Allunsze, con la quale ebbe un figlio, Michel, che morì poco dopo la nascita. Nel 1523 divenne Aldermann (maestro della gilda) della Gilda di Kanut. Sittow morì di peste a Reval tra il 20 dicembre e 1525 e il 20 gennaio 1526. È seppellito nel cimitero dell'ospizio della Chiesa dal Santo Spirito (Pühavaimu kirik).

## Opere di Michael Sittow

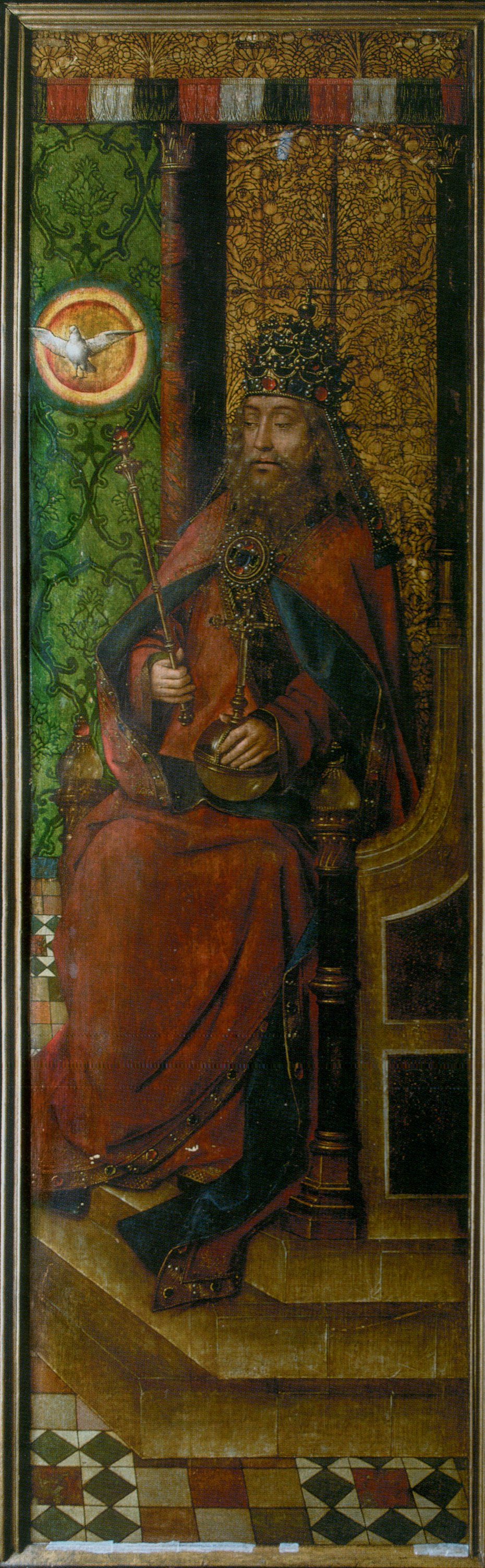
Un pannello della pala d'altare della Chiesa di San Nicola a Tallinn

Il nome di Michael Sittow è stato quasi sconosciuto per secoli. Nel 1914 Max Friedländer avanzò l'ipotesi che il “Maestro Michiel”, pittore di corte della regina Isabella, fosse l'autore di un dittico ritrovato vicino a Burgos che ritraeva da un lato la Vergine col bambino e dall'altro un Cavaliere dell'Ordine di Calatrava. Nei decenni successivi gli studiosi hanno ricostruito la carriera del “Maestro Michiel” in Spagna, Paesi Bassi e Danimarca, ma la sua vera identità fu scoperta solo nel 1940 dallo storico Paul Johansen.
Sittow era specializzato soprattutto in piccole opere devozionali e ritratti, a volte un po' malinconici. Il suo stile è pesantemente influenzato da Hans Memling, forse suo maestro, e dall'eleganza dei ritratti di Jean Perréal. Sittow era solito utilizzare delle velature di colore semitrasparente per ottenere armonie cromatiche raffinate e tenui, combinate con gli effetti di luce e un'enfasi nelle trame dei tessuti. E. P. Richardson ha descritto Sittow come «un artista piuttosto simile a van Dyck in un'epoca più tarda, un brillante pittore di soggetti religiosi, ma di straordinaria qualità come ritrattista. I suoi ritratti sono tra i migliori del loro tempo, vividi, candidi, chiaramente eleganti e riservati».
Sono più di trenta i dipinti attribuiti a Sittow, ma per pochi di questi abbiamo la certezza assoluta; la maggior parte dei quadri di Sittow infatti non sono né firmati né datati, e l'unico che può essere datato con certezza è il Ritratto di Cristiano II di Danimarca. Anche se la sua biografia è ben documentata, le uniche opere sicuramente di sua mano sono due piccoli pannelli provenienti da una serie dipinta soprattutto da Juan de Flandes per la regina Isabella. Le attribuzioni del dittico formato dal Ritratto di Diego de Guevara) e della Vergine col bambino, ora separati, sono quasi certe grazie al fatto che il figlio illegittimo di de Guevara, il collezionista d'arte Felipe, cita Sittow come autore del ritratto del padre. La maggioranza delle sue opere, dipinti e sculture che vengono menzionati in vari documenti, non ci sono pervenuti.
Il Ritratto di una nobildonna conservato al Kunsthistorisches Museum di Vienna potrebbe essere il ritratto di Maria Tudor o Caterina d'Aragona. Se fosse quest'ultima l'opera potrebbe risalire al periodo in cui Sittow visitò Londra e Caterina era già vedova di Arturo Tudor, ma non ancora sposata con Enrico VIII. Se si trattasse invece di Maria Tudor, sorella di Enrico VIII, il dipinto la rappresenta in vesti da lutto in quanto vedova di Luigi XII di Francia. Altri due dipinti, la Maria Maddalena al Detroit Institute of Art e la Vergine col bambino ai Musei statali di Berlino, sembrano usare la stessa modella, che potrebbe essere Caterina da giovane, prima che partisse per l'Inghilterra; dopotutto l'uso dei membri della famiglia reale come modelli di soggetti sacri non è raro nella pittura fiamminga del tempo. Restano però molti dubbi, tanto che il Kunsthistorisches Museum identifica il soggetto con Maria Tudor. La Vergine di Berlino era parte di un dittico assieme al Ritratto di Diego de Guevara (conservato alla National Gallery of Art di Washington), un cortigiano spagnolo famoso per aver donato il Ritratto dei coniugi Arnolfini di van Eyck all'arciduchessa Margherita d'Asburgo, sovrana dei Paesi Bassi spagnoli.

### Lista delle opere
- Vergine col bambino (forse Caterina d'Aragona), Gemäldegalerie, Berlino[N 1]
- Ritratto di Diego de Guevara, National Gallery of Art, Washington[N 1]
- Vergine col bambino, Museo delle belle arti, Budapest
- Ritratto di Cristiano II, Re di Danimarca, Statens Museum for Kunst, Copenaghen
- Ritratto di Caterina d'Aragona (o più probabilmente di Mary Rose Tudor) Kunsthistorisches Museum, Vienna
- Probabile ritratto di Caterina d'Aragona come Maria Maddalena, Detroit Institute of Arts
- Vergine col Bambino e San Bernardo, Museo Lázaro Galdiano, Madrid
- Ritratto di un uomo con una perla, Palazzo reale di Madrid
- Cristo trasporta la croce, Museo Puškin delle belle arti, Mosca
- Incoronazione della Vergine, Louvre, Parigi
- Ritratto di una signora, Louvre, Parigi
- Pala d'altare della passione, Chiesa di San Nicola di Bari, Tallinn
- Ritratto di un uomo, Mauritshuis, L'Aia
- Natività, Kunsthistorisches Museum, Vienna, versione di un'opera perduta di Hugo van der Goes.[18]
- Assunzione della Vergine, The National Gallery of Art, Washington[N 2]
- Ascensione, collezione privata[N 2]

### Opere non attribuite a Sittow
- Ritratto di Enrico VIII, National Gallery, Londra. Probabilmente una copia contemporanea dell'originale di Sittow[19]

## Nella letteratura
Michael Sittow (Michel Sittow) è il protagonista del racconto di Jaan Kross Quattro monologhi su San Giorgio (Neli monoloogi Püha Jüri asjus, 1970). L'opera è scritta come fosse un'inchiesta giudiziaria ed esplora temi come l'autonomia nazionale, l'esilio politico e l'assimilazione culturale. Il racconto è stato premiato con il riconoscimento letterario più prestigioso dell'Estonia, il Premio "Friedebert Tuglas" per i racconti brevi.

### Esplicative
1. 1 2  La Vergine col Bambino di Berlino e il Ritratto di Diego de Guevara erano rispettivamente l'ala sinistra e destra di un dittico oggi diviso
2. 1 2  L'Assunzione della Vergine e l'Ascensione sono due pannelli di una piccola pala d'altare della regina Isabella di Castiglia

### Bibliografiche
1. ↑   Union List of Artist Names, su getty.edu, Getty Research, 2004. URL consultato il 25 maggio 2009.
2. 1 2   E. P. Richardson, Catherine of Aragon as the Magdalen by Master Michiel (PDF), in Bulletin of Detroit Institute of Arts of the City of Detroit, XIX, n. 8, 1940,  pp. 82-83.
3. 1 2 3 4 5 6 7   E. P. Richardson, Portrait of a Man in a Red Hat by Master Michiel (PDF), in Bulletin of Detroit Institute of Arts, XXXVIII, n. 4, 1958,  pp. 79-83.
4. 1 2 3 4   Anu Mänd e Helena Risthein, Michel Sittow, 1469-1525: The Artist Connecting Estonia with the Southern Netherlands, a cura di Tiina Abel, Eesti Kunstimuuseum (Museo estone d'arte), 2001, ISBN 978-9985-78-255-2.
5. 1 2 3 4 5 6 7 8   Helena Risthein, Michel Sittow, su meistermichel.ee, 2005. URL consultato il 25 maggio 2009 (archiviato dall'url originale il 26 dicembre 2008).
6. 1 2 3 4 5 6 7  (ET) Harry Liivrand, Michel Sittow – meie esimene eurooplane, su Eesti Ekspress, EkspressMeedia, 13 maggio 2004. URL consultato il 22 maggio 2009.
7. 1 2 3 4  (ET) Krista Kodres (a cura di), Eesti kunsti ajalugu. 2, 1520–1770, Eesti kunsti ajalugu, vol. 2, Estonia, Eesti Kunstiakadeemia, 2005, ISBN 978-9985-9600-2-8.
8. 1 2 3 4   Michel Sittow – biography, su The Collection, National Gallery of Art. URL consultato il 29 maggio 2009 (archiviato dall'url originale il 7 maggio 2009).
9. 1 2   Rafael Domínguez Casas, Theresa Earenfight, Michael Gerli, Chiyo Ishikawa, Tess Knighton, Kenneth Kreitner, Elizabeth A. Lehfeldt, Nancy F. Marino, William D. Phillips, Jr., Emilio Ros-Fábregas e Ronald E. Surtz, Queen Isabel I of Castile, a cura di Barbara F. Weissberger, Monografías A, Tamesis Books, 2008,  p. 140, ISBN 978-1-85566-159-2. URL consultato il 22 luglio 2017 (archiviato dall'url originale il 21 novembre 2008).
10. ↑   Martin Weinberger, Notes on Maître Michiel, in The Burlington Magazine, vol. 90, n. 546, The Burlington Magazine Publications, Ltd., September 1948,  pp. 247-253, JSTOR 869890.
11. ↑   Sandy Nairne, Case study 4 – new research on the Gallery's earliest portrait: Henry VII, su Making Art in Tudor Britain, National Portrait Gallery. URL consultato il 29 maggio 2009.
12. ↑  Martha Woolf, Michel Sittow, Grove Art Online, accessed 31 January 2008
13. ↑   Michael Sittow, su getty.edu, Getty Museum. URL consultato il 25 maggio 2009 (archiviato dall'url originale il 29 maggio 2010).
14. ↑   Portrait of Diego de Guevara (?), su The Collection, National Gallery of Art. URL consultato il 29 maggio 2009 (archiviato dall'url originale il 7 maggio 2009).
15. ↑   Richard Paul, Medieval Meets Modern, in The Washington Post, 13 novembre 2006. URL consultato il 29 maggio 2009.
16. ↑   John Oliver Hand e Martha Wolff, Early Netherlandish Painting (The Collections of the National Gallery of Art Systematic Catalogue), Cambridge University Press, 1986,  p. 228, ISBN 0-521-34016-0.
17. ↑   Centre for the Study of fifteenth-century Painting in the Southern Netherlands and the Principality of Liège, su xv.kikirpa.be. URL consultato il 25 maggio 2009 (archiviato dall'url originale il 25 dicembre 2008).
18. ↑  Campbell, Lorne, National Gallery Catalogues (new series): The Fifteenth Century Netherlandish Paintings, pp 237-8, National Gallery Publications, 1998, ISBN 1-85709-171-X.  Un'altra versione è la Natività di Geertgen tot Sint Jans conservata alla National Gallery di Londra.
19. ↑  National Portrait Gallery, Case study 4 - new research on the Gallery's earliest portrait: Henry VII
20. ↑   Ian Thomson, Jaan Kross: Writer who through his novels sought to restore the national memory of his native Estonia, The Independent, 29 dicembre 2007. URL consultato il 25 maggio 2009.